# Lamkuta (Pidie)
Lamkuta is een bestuurslaag in het regentschap Pidie van de provincie Atjeh, Indonesië. Lamkuta telt 334 inwoners (volkstelling 2010).